# Koziegłówki (gmina)
Koziegłówki – dawna gmina wiejska, istniejąca w latach 1915–1954 roku oraz 1973–1976, głównie w woj. kieleckim, śląskim, katowickim, stalinogrodzkim i częstochowskim (dzisiejsze woj. śląskie). Siedzibą gminy były Koziegłówki.

## Pierwsza odsłona
Za Królestwa Polskiego istniała gmina Koziegłowy w powiecie będzińskim w guberni piotrkowskiej z siedzibą w mieście Koziegłowy, stanowiącym odrębną gminę miejską. W związku z pozbawieniem praw miejskich Koziegłów 19 maja?/31 maja 1870 byłe miasto nie zostało włączone do gminy Koziegłowy, lecz do sąsiedniej gminy Rudnik Wielki. 2 sierpnia 1915, podczas I wojny światowej, niemieckie władze okupacyjne z gminy Rudnik Wielki wydzieliły miejscowość Koziegłowy wraz z koloniami Wyłągi, Koziegłowy, Reczek, Rozochacz i Świnie, tworząc z nich samodzielną gminę Koziegłowy. Natomiast aby uniknąć dwóch jednostek o tej samej nazwie, dotychczasową (wielowioskową) gminę Koziegłowy przekształcono w gminę Koziegłówki; jedynie folwark i domy mieszkalne Oczko z dotychczasowej gminy Koziegłowy włączono do nowo utworzonej gminy Poraj). Podział ten zachował się po odzyskaniu przez Polskę niepodległości (tylko Oczko powróciło do gminy Koziegłówki).
Za II RP gmina Koziegłówki należała początkowo do powiatu będzińskiego w woj. kieleckim. 1 stycznia 1927 roku gmina weszła w skład nowo utworzonego powiatu zawierciańskiego w tymże województwie. 4 listopada 1933 została podzielona na 14 gromad (sołectw) Gliniana Góra, Koziegłówki, Krusin, Lgota, Markowice, Miłość, Mysłów, Oczko, Osiek, Postęp, Pustkowie Lgockie, Rzeniszów, Winowno i Wojsławice.
Po wojnie gmina przez bardzo krótki czas zachowała przynależność administracyjną, lecz już 18 sierpnia 1945 roku została wraz z całym powiatem zawierciańskim przyłączona do woj. śląskiego (od 6 lipca 1950 roku pod nazwą woj. katowickie, a od 9 marca 1953 jako woj. stalinogrodzkie). 
1 stycznia 1946 gromadę Lgota podzielono na trzy gromady – Lgota Górna, Lgota-Mokrzesz i Lgota-Nadwarcie; wyodrębniono też nową gromadę Koclin z części gromady Pustkowie Lgockie. 1 lipca 1952 roku gmina składała się zatem z 17 gromad: Gliniana Góra, Koclin, Koziegłówki, Krusin, Lgota Górna, Lgota Mokrzesz, Lgota Nadwarcie, Markowice, Miłość, Mysłów, Oczko, Osiek, Postęp, Pustkowie Lgockie, Rzenieszów, Winowno i Wojsławice.
Jednostka została zniesiona 29 września 1954 roku wraz z reformą wprowadzającą gromady w miejsce gmin. Jej obszar wszedł w skład pięciu nowych gromad: Cynków, Koziegłówki, Lgota Górna, Markowice i Osiek. 1 stycznia 1956 wszystkie te gromady weszły w skład nowo utworzonego powiatu myszkowskiego w tymże województwie.

## Druga odsłona
Gmina została reaktywowana 1 stycznia 1973 roku w powiecie myszkowskim w woj. katowickim, tym razem z siedzibą w mieście Koziegłowy. W jej skład weszło 12 sołectw: Gliniana Góra, Koziegłówki, Lgota Górna, Lgota-Mokrzesz, Lgota-Nadwarcie, Miłość, Mysłów, Nowa Kuźnica, Oczko, Osiek, Postęp i Rzeniszów. Należące dawniej (przed 1954) do gminy Koziegłówki sołectwa Koclin, Krusin, Markowice, Pustkowie Lgockie, Winowno i Wojsławice weszły w skład gminy Pińczyce.
1 czerwca 1975 roku gmina weszła w skład nowo utworzonego woj. częstochowskiego.
15 stycznia 1976 roku gmina została zniesiona przez połączenie ze znoszoną gminą Pińczyce oraz dotychczasową gminą Koziegłowy w nową gminę Koziegłowy.